# Stegella grandis
Stegella grandis är en nässeldjursart som beskrevs av Eberhard Stechow 1919. Stegella grandis ingår i släktet Stegella och familjen Campanulinidae. Inga underarter finns listade i Catalogue of Life.